# 圣托菲姆教堂
圣托菲姆教堂（法語：Saint-Trophime d'Arles）是法国南部普罗旺斯地区阿尔勒城内的一座罗曼式教堂，其带有古罗马遗风的西立面为普罗旺斯罗曼建筑艺术的代表作之一，教堂南侧的回廊同它一起见证了阿尔勒这座曾经浸润在古罗马文明中的古城融入西欧中世纪文化的进程，并以此于1981年连同城中的竞技场、古剧场等古罗马遗迹一起被列入联合国教科文组织的《世界文化遗产》名录。

## 历史
位于共和国广场上的圣托菲姆教堂经历过多次重建或修建，现存主体部分为十二世纪所建，之前该教堂名为圣司提反主教座堂。圣托菲姆相传为阿尔勒首位主教，从972年到1078年间，有史料多次提及圣托菲姆的圣骸保存于时称圣司提反主教座堂的大教堂内，1152年新教堂建成后为其圣骸再次迁入举行了隆重的仪式，自此教堂名从圣司提反渐转为圣托菲姆。法国大革命后，阿尔勒总主教教区地位被取消，隶属于艾克斯，圣托菲姆教堂也从主教座堂成为一般的堂区圣堂。据考古资料显示，教堂基址在古罗马时代曾是浴场建筑以及一拥有众多立柱的大型建筑，自五世纪以降，历次重建修建概况如下：
- 五世纪前半期：原先位于卫城的教堂迁至现址，为献于圣司提反的主教座堂；
- 十世纪末十一世纪前半期：教堂新建，以砾石规则砌合的墙体今日还存见于西立面及南北墙的下部；
- 十一世纪末十二世纪前半期：现存教堂主体部分新建而成，包括中厅、侧廊、横厅、后殿及两侧的东向小礼拜室；
- 十二世纪后半期：教堂西首满饰雕塑的大门及位于纵横厅交叉点上的正方形塔楼建成，标志着教堂罗曼风格阶段工程的结束。
- 十五世纪后半期：罗曼式的后殿及小礼拜室为哥特式的祭坛、祭坛环廊及辐射式礼拜室所替代，教堂东侧从此为哥特风格。
- 十七世纪：教堂西首大门两侧各开一古典主义侧门，横厅南北耳堂两端分别加建祭衣间和小礼拜室。

## 建筑
由于历史上深受古罗马文明影响，十二世纪普罗旺斯地区的罗曼式建筑深深烙上了古典艺术的印迹，圣托菲姆教堂西立面大门的三角门楣即是这一传承最优秀的代表之一，三角门楣双坡同侧廊及中厅坡顶平行呼应，强化了整个西立面的水平走向。在这里，门楣作为建筑要素的功能已弱化，而更多是作为装饰要素来处理的。
教堂内部的空间处理从西立面便能管窥，如中厅和侧廊的分布以及两者的宽度比例，圣托菲姆教堂的侧廊极其狭窄，拱顶为半筒形拱，中厅则是高高的略尖的尖拱。中厅支柱柱墩上均附扁平的壁柱，而非像多数罗曼建筑那样的半圆柱，仅有位于高窗高度承双层骨架券外券的立柱为小圆柱，饰螺旋纹或如古典柱式简约的竖纹，柱头亦如科林斯柱，当时古典建筑要素作为参照灵感的程度可见一斑。

### 教堂西大门

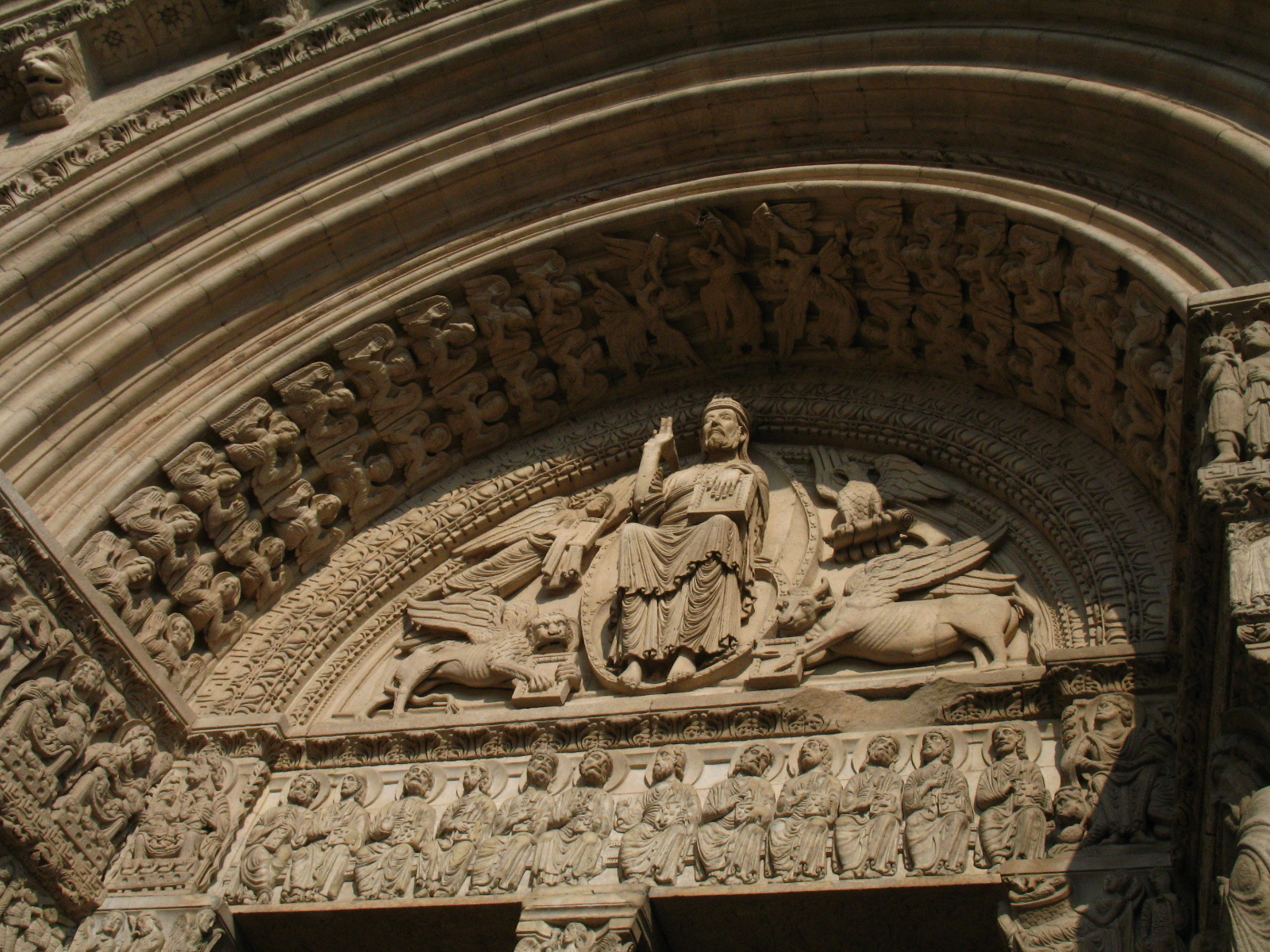
圣托菲姆教堂门楣雕塑